# نيوتاون
نيوتاون، مدينة في مقاطعة فيرفيلد بولاية كونيتيكت في الولايات المتحدة الأمريكية. يبلغ عدد السكان بها 27560 بحسب تعداد عام 2010. تأسست عام 1705، وأعترف بها كمدينة بشكل رسمي عام 1711.

## أعلام
- روبن بوث
- يوليوس كورتيس
- تشارلز شابمان
- جون بال
- إسحاق توكي